# Phare d'Holland Rock
Le phare d'Holland Rock est un phare situé sur un îlot isolé dans le Chatham Sound (en), à 15 km au sud du port de Prince Ruppert, dans le District régional de Skeena-Queen Charlotte (Province de la Colombie-Britannique), au Canada. 
Ce phare est géré par la Garde côtière canadienne .

## Histoire
Une première balise automatique alimentée à l'acétylène placée au sommet de Green Top Island en 1906 a été déplacée sur Holland Rock en 1908. 
Un phare, constituée d'une tour carrée en pignon d'une maison de gardiens de deux étages, a été construit en 1913. Il a servi jusqu'à ce qu'il soit détruit par un incendie en 1946.
La lumière présente a été construite sur la base en pierre du phare de 1913. Elle est montée sur un petit bâtiment de corne de brume en 1949.

## Description
Le phare actuel est une tourelle carrée, sur un bâtiment de corne de brume avec galerie et lanterne rouge, de 6 m de haut. La structure est totalement blanche. Il émet, à une hauteur focale de 7 m, trois éclats blancs toutes les 12 secondes. Sa portée nominale est de 6 milles nautiques (environ 11 km). 
Ce phare n'est pas accessible au public.
Identifiant : ARLHS :CAN-229 - Amirauté : G-5772 - NGA : 11704 - CCG : 0690 .

## Caractéristique duFeu maritime
Fréquence : 12 secondes (W-W-W)
- Lumière : 2 secondes
- Obscurité : 2 secondes

### Lien connexe
- Liste des phares de la Colombie-Britannique